# Opius opportunus
Opius opportunus är en stekelart som beskrevs av Fischer 1968. Opius opportunus ingår i släktet Opius och familjen bracksteklar. Inga underarter finns listade i Catalogue of Life.